# Helena af Sverige
Helena (Muligvis 	Ingegärd eller Elin, født 1130’erne – død efter 1158) er det antagne navn på en middelalderlig svensk prinsesse og dansk dronning, dronningekonsort til den danske kong Knud 5.. Hendes fødselsdato er ukendt; hendes far var kong Sverker 1. af Sverige, og hendes mor antages at være Sverkers første hustru, dronning Ulvhild.

## Identitet
I perioden 1146–1157 var det danske kongerige delt mellem to rivaliserende konger, Knud 5. og Svend Grathe. I 1154 allierede Knud sig med sin slægtning Valdemar, den senere kong Valdemar den Store, og søgte støtte hos sin stedfader Sverker 1. af Sverige. Under sit ophold i Sverige blev han forlovet med en af Sverkers døtre, mens Valdemar forlovede sig med Sverkers steddatter Sofia af Minsk. Navnet på Knuds forlovede nævnes ikke i krønikerne, men moderne forskning har antaget, at hendes navn var Helena, også kaldet Elin. Denne konklusion bygger på Necrologium Lundense, der nævner en Elena Regina med dødsdato den 31. december. Da ingen anden dansk dronning med det navn kendes, antages det sandsynligt, at der er tale om Sverkers datter. Ifølge en hypotese kan hun være identisk med en uofficiel, halvt legendarisk helgen ved navn Helena, som blev æret i Sverige og tilsyneladende også i Danmark.

## Dronning af Danmark
I slutningen af 1156 rejste Knud 5. til Sverige for at tage sig af sin mor efter mordet på kong Sverker. Samtidig hentede han sin svenske brud. Således forlod hun Sverige for at indtage en rolle som dansk dronning.
I 1157 deltog Knud og Valdemar i en forsoningsfest i Roskilde med Svend 3. Under festen overfaldt Svends mænd hans to rivaler, og Knud blev myrdet, mens Valdemar formåede at flygte. Svend blev dræbt senere samme år, og Valdemar stod tilbage som sejrherre og enekonge i Danmark.
Det ser ud til, at Knuds dronning vendte tilbage til Sverige efter hændelserne i Roskilde. En 1500-talskopi af en middelalderlig donationsliste fortæller, at en vis dronning Helena skænkede jord i Slaka sogn til Vreta Kloster i Östergötland og derefter trådte ind i klostret som nonne. På baggrund af dette antager nogle historikere, at Knuds dronning trak sig tilbage fra verden kort efter sin mands drab, omkring år 1158, og sluttede sig til sin søster Ingegerd (død 1204), der var priorinde i Vreta.